# Wolański Hrabia

Herb

Wolański Hrabia – polski herb hrabiowski, odmiana herbu Przyjaciel, nadany w Galicji.

## Opis herbu
Opis z wykorzystaniem klasycznych zasad blazonowania:
W polu błękitnym na misie złotej serce gorejące czerwone przeszyte strzałą srebrną w lewo skos w dół. Nad tarczą korona hrabiowska, nad którą dwa hełmy z klejnotami: I orzeł czarny o orężu złotym i języku czerwonym; II pięć piór strusich. Labry: błękitne, podbite srebrem. Trzymacze: dwa lwy złote podtrzymujące tarczę łapami wewnętrznymi, zewnętrznymi trzymające po strzale srebrnej o upierzeniu czerwonym. Pod tarczą dewiza DULCE PRO CAESARE MORI (łac. ZASZCZYTNIE JEST UMRZEĆ ZA CESARZA).

## Najwcześniejsze wzmianki
Nadany z tytułem hrabiowskim Austrii Władysławowi Krzysztofowi Feliksowi Wojciechowi Wolańskiemu 17 czerwca 1886 (dyplom z 28 listopada 1886). Podstawą nadania tytułu był patent z 1775 roku, pochodzenie od starosty grodowego, dokonany wywód szlachectwa oraz funkcja szambelana i godność kawalera maltańskiego.

## Herbowni
Jedna rodzina herbownych:
graf von Wolański.